# Aspila armiger
Aspila armiger là một loài bướm đêm trong họ Noctuidae.